# 奥沢 (東秩父村)
奥沢（おくさわ）は、埼玉県秩父郡東秩父村の大字。郵便番号は355-0373（小川郵便局管区）。

## 地理
東秩父村北東部に位置する。北で大里郡寄居町西ノ入、比企郡小川町木呂子・勝呂と、東で安戸と、南で御堂と、西で坂本と接する。大部分は山林で、南端を東流する槻川北岸に僅かな水田がみられる山村であり、集落は槻川と並行して走る県道11号線沿いの低位段丘に散在する。かつては紙漉きが盛んだったが、1980年代末までに2軒と激減している。

### 河川
- 槻川 - 都幾川最大の支流。

## 歴史
古くは平安時代に成立した大河原郷玉川領武光荘に属したと言われる。江戸期初めは天領だったが、元文5年（1740年）からは旗本深津氏の知行となった。『武蔵田園簿』による村高は86石余、他に紙舟役1貫200文、「元禄郷帳」では143石余、「天保郷帳」で144石余。『旧高旧領取調帳』では秩父郡代・木村飛騨守支配として144石余が計上されている。紙漉きが盛んに行われ、槻川の沿岸には楮皮を流れに晒すための楮晒小屋が点在した。
奥沢村は分水嶺の東側にあるが秩父郡の郡管に属する外秩父十五ヶ村のひとつに数えられている。明治時代に入り1884年（明治17年)には連合戸長役場制により、奥沢村は安戸村・御堂村と共に秩父郡御堂村連合戸長役場区域に属した。後の1889年（明治22年）4月1日、町村制施行に伴いこの秩父郡御堂村連合戸長役場区域の3ヶ村は合併して大河原村となり奥沢村は大河原村の大字奥沢となった。戦後の1956年（昭和31年）には大河原村が槻川村と合併し東秩父村を新設、東秩父村の大字となった。1947年（昭和22年）のキャサリン台風で被害を受けた。またしばしば凍霜害・雹害を受けている。

### 地名の由来
山あいにある沢の奥に位置することによる。

### 沿革
- 1740年（元文5年） - 天領から旗本深津氏の知行となる。
- 1868年（明治元年）6月17日 廃藩置県により岩鼻県に所属、岩鼻県秩父郡奥沢村となる。
- 1871年（明治4年）
  - 10月28日 岩鼻県廃止に伴い、群馬県に編入。
  - 11月14日 入間県に所属、入間県秩父郡奥沢村となる。
- 1872年（明治5年）10月10日 大区小区制の施行により第六大区第八小区に属する
- 1873年（明治6年）6月15日 入間県が群馬県と合併し、熊谷県となる。大区小区は南第六大区第八小区に属した。
- 1878年（明治11年）郡区町村編制法により大区小区が廃止され秩父郡に属する。
- 1889年（明治22年）4月1日 -  町村制施行により、秩父郡大河原村の大字奥沢となる。
- 1956年（昭和31年）8月1日 - 大河原村が槻川村と合併し東秩父村を新設、東秩父村の大字となる。

## 世帯数と人口
2015年（平成27年）10月1日現在の世帯数と人口は以下の通りである。
| 大字 | 世帯数 | 人口  |
| ---- | ------ | ----- |
| 奥沢 | 89世帯 | 219人 |

## 交通

### 鉄道
地内に鉄道は引かれていない。下記バス路線を使って小川町駅及び寄居駅が利用できる。

### バス
- イーグルバス - 東秩父路線
- 東秩父村営バス - 寄居線

### 道路
- 埼玉県道11号熊谷小川秩父線

## 施設
- 東秩父村立東秩父中学校
- NTT東日本東秩父電話交換センター
- 奥沢農村センター
- 深沢寺 - 曹洞宗の仏教寺院。
- 奥澤神社